# عبدالسلام المجالی
عبدالسلام المجالی (عربی: عبد السلام المجالي؛ زادهٔ ۱۸ فوریهٔ ۱۹۲۵ – درگذشتهٔ ۳ ژانویه ۲۰۲۳) یک سیاست‌مدار اهل اردن بود.
او دومرتبه از ۳۰ مه ۱۹۹۳ تا ۷ ژانویه ۱۹۹۵ و از ۱۹ مارس ۱۹۹۷ تا ۲۰ اوت ۱۹۹۸ نخست‌وزیر اردن بود.
عبدالسلام المجالی در ۳ ژانویه ۲۰۲۳، در سن ۹۷ سالگی درگذشت.